# Liste des maires de Nantes

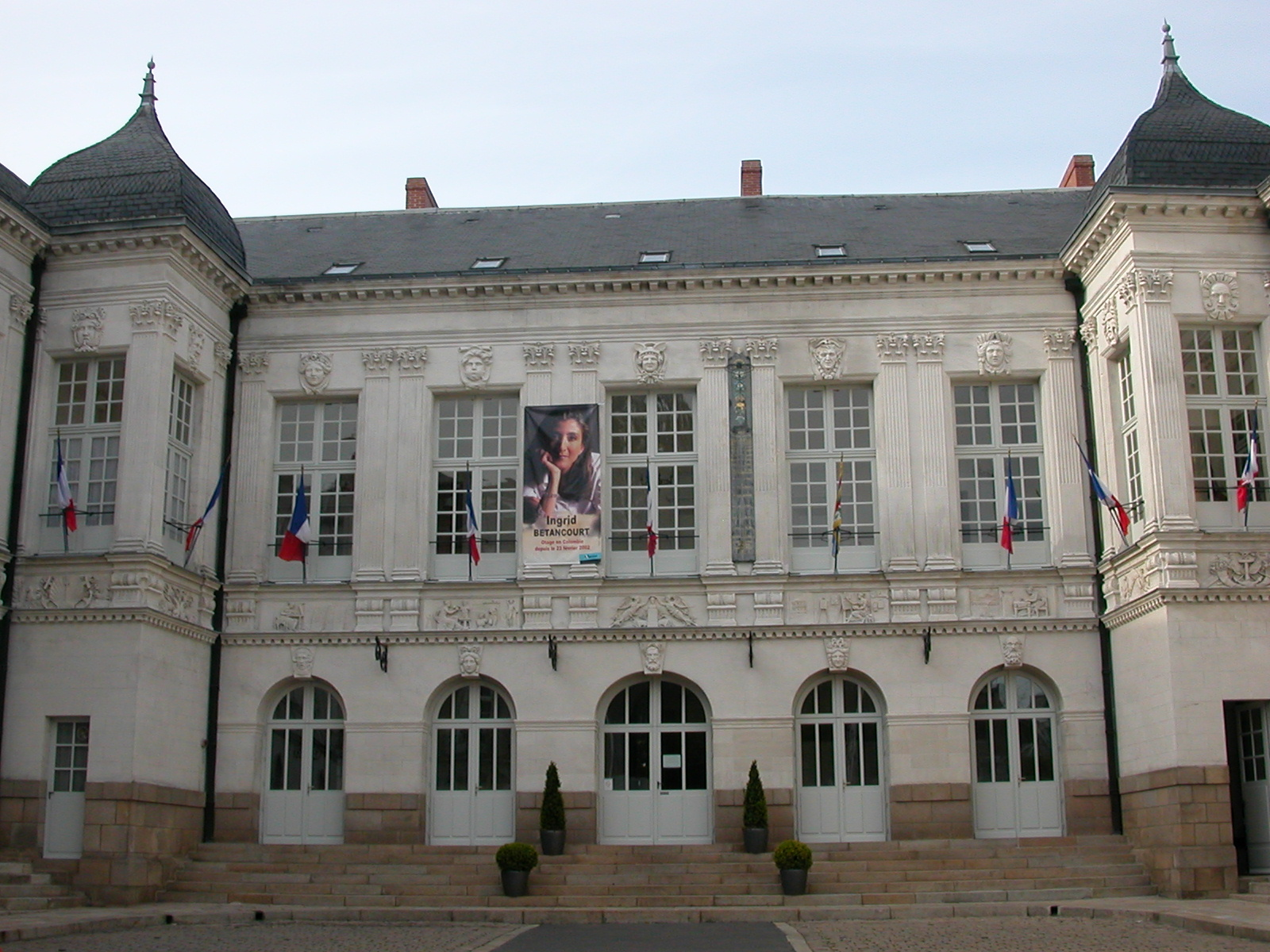
Bâtiment historique de l'hôtel de ville de Nantes situé rue de l'Hôtel-de-Ville, l'hôtel de Derval date du début XVIIe siècle et englobe le manoir de Derval, du XVe siècle.

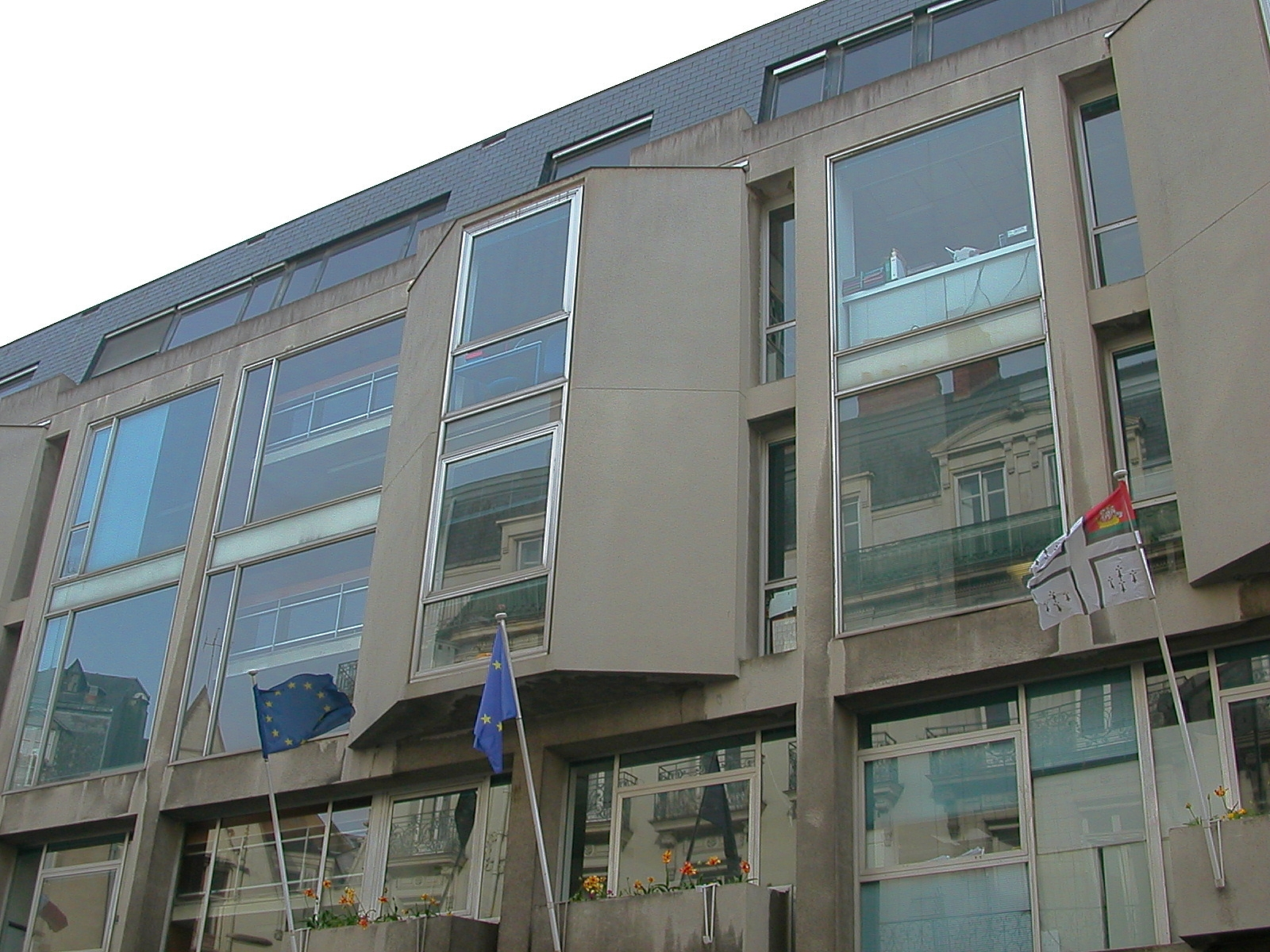
L'édifice moderne de l'hôtel de ville de Nantes a été construit en 1979. Donnant sur la rue de Strasbourg, il constitue l'entrée principale destinée au public.

La liste des maires de Nantes présente un historique des maires de la commune française de Nantes, chef-lieu du département de la Loire-Atlantique et capitale de la région des Pays de la Loire.
Cette liste débute officiellement en 1564 avec Geoffroy Drouet, mais on peut faire remonter les institutions municipales au moins au XIVe siècle, avec la création par le duc de Bretagne d'un conseil représentant les bourgeois de la ville de Nantes.

## Historique des institutions municipales de Nantes

### Avant la «mairie»
La première réunion du Conseil des Bourgeois de la ville de Nantes dont on trouve trace dans les archives remonte à l'an 1333. Ce conseil comprend cinq ou six bourgeois pour arrêter, avec le « capitaine de ville », diverses mesures concernant la cité.[réf. nécessaire]
En 1411, le duc de Bretagne Jean V donne aux Nantais le pouvoir d'élire un « procureur des bourgeois » et, en 1420, étend les libertés communales. En 1560, le roi de France François II crée par lettres patentes la Mairie de Nantes. Mais les Nantais n'auront une véritable mairie, avec maire et échevins, qu'à partir de 1564.[réf. nécessaire]

### La mairie d'Ancien Régime (1564-1789)
À côté du maire, on trouve les échevins, les sous-maires (ou soûmaires), le procureur-syndic. Par lettres de 1559 du roi François II, les charges de maire, échevins, procureurs-syndics et greffier de la ville de Nantes se voient accorder les titres de noblesse, mais sans jamais être admis à partager noblement. Louis XIV révoque par deux ordonnances de 1667 et 1669 les privilèges accordés. Dorénavant, seuls les maires seront anoblis après trois ans d'exercice ; seront également confirmés dans leur noblesse tous les descendants de maires ou d'échevins, moyennant le paiement d'une somme de 1 000 livres, dont seront exemptés ceux dont les ancêtres ont exercé ces charges avant l'an 1600.
Par un édit d’août 1692, le roi Louis XIV supprime la charge élective de 1er magistrat de la Cité, la remplaçant par un office héréditaire sous la dénomination de : « conseiller du roi, maire perpétuel ».

### Les municipalités sous la Révolution (1790-1800)
Cette période est caractérisée par l'autonomie municipale dans le cadre de la réforme de l'administration de la fin de 1789, avec en particulier la création des communes. 
Cependant, en octobre 1793, la municipalité élue en 1792 (René Gaston Baco de la Chapelle) est révoquée par le représentant en mission Jean-Baptiste Carrier, qui fait nommer une municipalité montagnarde (Jean-Louis Renard).

### Les municipalités duXIXesiècle(1800-1881)
À partir de 1800, le maire de Nantes est nommé par le gouvernement, officiellement par décret impérial, royal, etc. 

### Les municipalités de la République (depuis 1881)
Désormais, le maire est élu en son sein par le conseil municipal. 
Le 4 avril 1908, un décret présidentiel dissout les municipalités de Nantes, Chantenay-sur-Loire et Doulon, conformément à la loi votée, la veille, qui prévoit la fusion des trois communes au sein de la ville de Nantes. Le Secrétaire général de préfecture de la Loire-Inférieure Joseph Canal assure alors pendant un mois la présidence de la délégation spéciale chargée de gérer ces communes durant la période de transition, en attendant l'élection d'un nouveau conseil municipal unique. Cette délégation reste donc en fonction jusqu'au 17 mai, date à laquelle le nouveau conseil municipal sorti des urnes installe la municipalité Guist'hau.
La période de Vichy (1940-1944) marque un retour provisoire au système de la nomination, tant du maire que des membres du conseil municipal. La municipalité Pageot, élue en 1935, reste cependant en place jusqu'en mars 1941, dans des conditions difficiles, puisque le maire en place est contraint de démissionner en décembre 1940.
Depuis mars 2008, le conseil municipal de Nantes est composé de 65 membres (y compris le maire), 25 adjoints et 39 conseillers municipaux.

## Hôtel de ville et mairies annexes
L'hôtel de ville occupe un ensemble de bâtiments d'époques et de styles divers, allant du manoir de Derval datant du XVe siècle (dont les façades sont masquées par des constructions postérieures) aux constructions plus modernes du XXe siècle, regroupés au sein d'un îlot urbain situé en plein cœur historique de la ville dans le quartier du Bouffay. Cet îlot étant limité par la rue de Strasbourg à l'est, la rue de la Commune au sud-est, la rue de l'Hôtel-de-Ville au sud, la rue Saint-Léonard à l'ouest et la rue Garde-Dieu au nord. L'entrée du public se fait généralement par la rue de Strasbourg, tandis que l'entrée « officielle » se trouve rue de l'Hôtel-de-Ville au niveau de la cour donnant accès au Manoir de Derval, lequel abrite le cabinet du maire.

### Mairies annexes
L'hôtel de ville forme avec ses 11 mairies annexes, un réseau permettant de couvrir quasiment l'ensemble des quartiers de la ville (seul le quartier Hauts-Pavés - Saint-Félix n'abrite aucune mairie annexe) :
- Quartier 1 - Centre-ville : mairie centrale (Hôtel de ville)
- Quartier 2 - Bellevue - Chantenay - Sainte Anne : 2 mairies annexes (Bellevue et Chantenay)
- Quartier 3 - Dervallières - Zola : 1 mairie annexe (Dervallières)
- Quartier 4 - Hauts-Pavés - Saint-Félix : aucune
- Quartier 5 - Malakoff - Saint-Donatien : 1 mairie annexe (Malakoff)
- Quartier 6 - Île de Nantes : 1 mairie annexe
- Quartier 7 - Breil - Barberie : 1 mairie annexe (Barberie)
- Quartier 8 - Nantes Nord : 1 mairie annexe
- Quartier 9 - Nantes Erdre : 1 mairie annexe (Ranzay)
- Quartier 10 - Doulon - Bottière : 2 mairies annexes (Doulon et Bottière)
- Quartier 11 - Nantes Sud : 1 mairie annexe

Ces mairies annexes sont en mesure de proposer l'essentiel des services et des démarches administratives offerts aux usagers (obtention d'une copie d'acte d'état civil, inscription sur les listes électorales, etc.). Néanmoins, les mairies annexes de Chantenay et de Doulon sont les seules (avec l'hôtel de ville) à pouvoir enregistrer des actes d'état-civil (déclarations de naissances, décès et reconnaissances si l'événement a lieu sur le quartier) et célébrer les mariages si l'un des futurs époux est domicilié sur le quartier.

## Liste des maires
Cette liste utilise le système de numérotation par personne qui correspond à la liste officielle de la Ville de Nantes : chaque maire est numéroté une seule fois, à l'occasion de son premier mandat, même s'il a eu des mandats non consécutifs.
| Période                                  | Période           | Identité                                  | Étiquette                                | Qualité |
| ---------------------------------------- | ----------------- | ----------------------------------------- | ---------------------------------------- | --- |
| 1er décembre 1564                        | 1565              | 1. Geoffroy Drouet                        |                                          | seigneur de Langle issu d'une famille de petite noblesse bretonne de Couëron administrateur de l'Hôtel-Dieu de Nantes (1553) miseur (1554-1559) |
| 1566                                     | 1567              | 2. Yves Rocaz                             |                                          | seigneur de La Chalonnière (terre et juridiction à Rezé) d'une famille de négociant espagnol sous-maire lors de la création de la municipalité dirigée par son prédécesseur Geoffroy Drouet |
| 1568                                     |                   | 3. Mathieu André                          |                                          | seigneur de Champeaulx et du Tertre avocat au Parlement de Bretagne |
| 1569                                     | 1570              | 4. Pierre Cornulier                       |                                          | seigneur de La Touche général des finances |
| 1571                                     |                   | 5. Jean Morin                             |                                          | seigneur de La Marchanderie et de La Sorinière fils d'un marchand de Nantes, ayant fait des études de droit (docteur ès lois), il devient gendre du plus riche négociant de la ville, l'Espagnol André Ruiz († 1580, éponyme du quai André Rhuys) avocat attitré des négociants espagnols installés à Nantes avocat du roi au présidial de Nantes premier président de la chambre des comptes de Bretagne (1574-1584) |
| 1572                                     |                   | 6. Guillaume Harouys                      |                                          | seigneur de La Seilleraye (à Carquefou) refusa de se livrer au massacre de protestants nantais à l'instar du massacre de la Saint-Barthélemy |
| 1573                                     |                   | 7. Michel Le Loup                         |                                          | seigneur du Breil |
| 1574                                     |                   | 8. Jacques Grignon                        |                                          | seigneur de La Grig(n)onnaye (Grand-Fougeray) conseiller au Parlement de Bretagne |
| 1575                                     |                   | 9. Jean Boutin                            |                                          | seigneur de La Court et de Chamballan (juridiction à Doulon) |
| 1576                                     |                   | 10. Robert Poullain                       |                                          | seigneur de Gesvres député aux États de Bretagne député aux États généraux à Blois |
| 1577                                     |                   | 11. Michel Loriot                         |                                          | seigneur du Fief-Rosti (terre à Sautron) |
| 1578                                     | 1579              | 12. François Myron                        |                                          | seigneur de Villeneuve connétable de la milice bourgeoise |
| 1580                                     |                   | 13. Antoine de Brenezay                   | Partisan de la Ligue                     | seigneur de Carcouët avocat du roi au siège présidial de Nantes sénéchal de Nantes député aux États de Bretagne épouse Isabeau de Marquès |
| 1581                                     | 1582              | 14. Bonaventure de Compludo               |                                          | seigneur de Livernière |
| 1583                                     |                   | 15. Claude Brossard                       |                                          | seigneur de La Trocardière conseiller du roi lieutenant civil et criminel au présidial de Nantes |
| 1584                                     |                   | 16. Antoine Gravoil                       |                                          | seigneur de Saint-Michel |
| 1585                                     |                   | 17. Jacques de Marquès                    |                                          | seigneur de La Branchoire capitaine de la milice |
| 1586                                     | 1587              | 18. Jean Frusneau                         |                                          | seigneur de La Noë |
| 1588                                     | 1589              | 19. Charles Harouys                       | adversaire de la Ligue                   | seigneur de L'Espinay fils de Guillaume Harouys, 6e maire de Nantes en 1572 juriste incarcéré le 7 avril 1589 par le duc de Mercœur Philippe-Emmanuel de Lorraine, gouverneur de Bretagne |
| 1590                                     | 1591              | 20. Pierre André                          |                                          | seigneur du Tertre conseiller du roi, avocat général en la chambre des comptes de Bretagne |
| 1593                                     | 1594              | 21. Jean Laubier                          |                                          | seigneur de La Chaussée (terre à Vertou) |
| 1595                                     | 1596              | 22. Guillaume Dubot                       |                                          | seigneur de Launay |
| 1597                                     | 30 avril 1598     | 23. Jean Fourché                          | Partisan de la Ligue                     | seigneur de La Courousserie maître à la chambre des comptes de Bretagne (1590) conseiller au Parlement de Bretagne (1610) changement de date de début de mandat décidé par Henri IV |
| 1er mai 1598                             | 14 juin 1599      | (19.) Charles Harouys                     | adversaire de la Ligue                   | 19e maire de Nantes en 1588-1589, réélu |
| 14 juin 1599                             | 25 juin 1601      | 24. Gabriel Hus                           |                                          | seigneur de La Bouchetière trésorier de Bretagne receveur des fouages de l'évêché de Saint-Malo |
| 25 juin 1601                             | 9 juin 1602       | 25. Julien Laurens                        |                                          | seigneur de L'Héraudière alloué de Nantes |
| 1603                                     | 1604              | 26. Yves Le Lou                           |                                          | seigneur du Breil conseiller du roi maître des comptes à Nantes |
| 1605                                     | 1606              | 27. Claude de Cornulier                   |                                          | seigneur de La Touche conseiller du roi général des finances en Bretagne |
| 3 juillet 1607                           | 15 juillet 1609   | 28. Michel Loriot                         |                                          | seigneur de La Noë sénéchal des régaires |
| 20 mai 1609                              | 26 juillet 1611   | 29. René Charette de la Bretonnière       |                                          | seigneur de La Bretonnière conseiller du roi sénéchal de Nantes |
| 26 juillet 1611                          | 12 août 1613      | 30. Jean Blanchard                        |                                          | seigneur de Lessongère (à Saint-Herblain) (1575-1651) conseiller du roi procureur au présidial de Nantes |
| 12 août 1613                             | 22 juin 1615      | 31. Louis Charette de la Colinière        |                                          | seigneur de La Colinière sénéchal de Nantes |
| 22 juin 1615                             | 28 juillet 1617   | 32. Pierre Bernard                        |                                          | seigneur de La Turmelière gendre de Charles Harouys, 19e maire de Nantes en 1588-1589 et 1598-1599 président de la Chambre des comptes lieutenant-général de Nantes |
| 1617                                     | 1618              | 33. André Morin                           |                                          | seigneur Duboys lieutenant de Nantes |
| 1619                                     | 1620              | 34. Alexandre Charette                    |                                          | seigneur du Pellan sénéchal de Nantes |
| 14 juin 1621                             | 9 juillet 1623    | 35. Jacques Raoul de La Guibourgère       |                                          | seigneur de La Guibourgère évêque de Saintes (1632) évêque de La Rochelle (1648) conseiller-clerc au parlement de Rennes sénéchal de Nantes épouse Yvonne Charette (née en 1604), fille de René Charrette, 29e maire de Nantes en 1609-1910 |
| 10 juillet 1623                          | 24 août 1625      | 36. Louis de Harouys                      |                                          | seigneur de La Seilleraie (à Carquefou) fils de Charles Harouys, 19e maire de Nantes en 1588-1589 et 1598-1599 président de la chambre des comptes conseiller d'État, intendant de justice |
| 25 août 1625                             | 25 juillet 1627   | 37. Jean de Harouys                       |                                          | seigneur de L'Espinay frère du précédent, fils de Charles Harouys, 19e maire de Nantes en 1588-1589 et 1598-1599 procureur des États de Bretagne (1616) conseiller du roi, président du présidial de Nantes (1620) |
| 26 juillet 1627                          | 17 septembre 1629 | 38. René Mesnardeau                       |                                          | seigneur du Perray |
| 18 septembre 1629                        | 18 août 1631      | 39. René de La Tullaye                    |                                          | seigneur de Bellisle écuyer |
| 19 août 1631                             | 15 août 1632      | 40. Guillaume Blanchard                   |                                          | seigneur de La Chapelle conseiller du roi procureur au présidial de Nantes |
| 16 août 1633                             | 24 septembre 1634 | 41. René Bernard                          |                                          | seigneur de La Turmelière lieutenant-général de Nantes |
| 25 septembre 1634                        | 8 décembre 1636   | 42. André du Bot                          |                                          | seigneur de La Grandehaye |
| 9 décembre 1636                          | 27 décembre 1637  | 43. René Charette                         |                                          | seigneur de La Bretonnière municipalité destituée le 7 décembre 1637 par le roi Louis XIV, pour manque de réactivité face aux émeutes visant les Portugais de Nantes en janvier 1637 |
| 28 décembre 1637                         | 1639              | 44. François Bourgogne                    |                                          | seigneur de Vieilcourt écuyer |
| 1639                                     | 1641              | 45. Pierre Poullain                       |                                          | seigneur de La Vincendière conseiller du roi et premier avocat du roi au présidial de Nantes |
| 1642                                     | 1644              | 46. Christophe Juchault                   |                                          | seigneur du Blotterau |
| 1644                                     | 1646              | 47. Yves de Monti                         |                                          | seigneur de La Chalonnière conseiller du roi maître en la Chambre des comptes de Bretagne |
| 1647                                     | 1648              | 48. Jacques de Bourgues                   |                                          | seigneur de La Jaulnays, originaire d'une famille de négociants espagnols, dont le patronyme original est de Burgos |
| 1648                                     | 1649              | 49. Mathurin Boux                         |                                          | seigneur du Teil et de La Varenne conseiller-maître à la chambre des comptes de Bretagne à Nantes |
| 1650                                     | 1651              | 50. Jean Charette                         |                                          | seigneur de La Gascherie sénéchal de Nantes |
| 1652                                     | 1653              | 51. Claude Bidé                           |                                          | seigneur de Ranzay, alloué au présidial de Nantes, Lieutenant général au présidial de Nantes |
| 1654                                     | 1655              | 52. Jean Fournier                         |                                          | seigneur de La Pinsonnière |
| 1657                                     | 1658              | 53. René de Pontual                       |                                          | seigneur de Pontual chevalier conseiller du roi président de la Chambre des comptes de Bretagne |
| 1659                                     | 1660              | 54. Jacques Husteau                       |                                          | seigneur du Buron |
| 1661                                     | 1662              | 55. Jean Poullain                         |                                          | seigneur de La Vincendière fils de Pierre Poullain, 45e maire de Nantes en 1939-1941 conseiller du roi premier avocat au siège présidial de Nantes |
| 1663                                     | 1664              | 56. Louis Macé                            |                                          | seigneur de La Roche conseiller du roi président au siège présidial de Nantes |
| 1665                                     | 1666              | 57. Mathurin Giraud                       |                                          | seigneur de La Bigeotière |
| 1666                                     | 1667              | 58. François Lorido                       |                                          | seigneur du Mesnil écuyer |
| 1669                                     | 1670              | 59. Jacques Charette                      |                                          | seigneur de Montbert |
| 1671                                     | 1672              | 60. Gratien Libault                       |                                          | seigneur de La Templerie écuyer capitaine en chef de la Fosse |
| 1673                                     | 1674              | 61. Jean Régnier                          |                                          | seigneur de La Souchays écuyer conseiller du roi auditeur des comptes |
| 1675                                     | 1675              | 62. Louis Charette                        |                                          | seigneur de La Gascherie |
| 1676                                     | 1678              | 63. Charles-César Chevalier               |                                          | seigneur du Bois-Chevalier sous-maire en 1653 conseiller du roi président au présidial |
| 1679                                     | 1681              | 64. Jacques Fremon                        |                                          | seigneur du Bouffay et des Croix écuyer conseiller du roi au présidial de Nantes |
| 1682                                     | 1683              | 65. Louis Mesnard                         |                                          | seigneur du Pavillon et du Plessis écuyer |
| 1684                                     | 1684              | 66. Claude Bidé                           |                                          | seigneur de La Botinière |
| 1685                                     | 1687              | 67. Guillaume de Lisle                    |                                          | seigneur de La Nicollière conseiller du roi avocat au présidial juge-garde de la Monnaie capitaine de la milice bourgeoise |
| 1688                                     | 1689              | 68. Paul Cassard                          |                                          | seigneur du Broussay en Fégréac juge criminel au présidial de Nantes (1670) maître des Comptes (1696) |
| 1690                                     | 1692              | 69. Pierre Noblet du Vilo                 |                                          | seigneur du Villo, de L'Espeau, du Chaffault et de La Bretesche chevalier avocat général à la chambre des comptes (1693 -1715) |
| 22 septembre 1693                        | 1708              | 70. Julien Proust                         |                                          | seigneur du Port-Lavigne, à Bouguenais écuyer conseiller du roi |
| 1708                                     | 1709              | 70. Joseph Le Roux                        |                                          | seigneur de La Ville |
| 1709                                     | 1716              | 70. Julien Proust                         |                                          | seigneur du Port-Lavigne, à Bouguenais écuyer conseiller du roi |
| 1716                                     | 1720              | 71. André Boussineau                      |                                          | seigneur de La Pâtissière écuyer conseiller du roi au présidial de Nantes procureur du roi au présidial de Nantes |
| 1720                                     | 1730              | 72. Gérard Mellier                        |                                          | conseiller du roi trésorier de France général des finances grand voyer de Bretagne député du conseil pour les affaires de la Compagnie des Indes colonel de la milice bourgeoise |
| 1730                                     | 1731              | 73. René Le Ray                           |                                          | seigneur du Fumet |
| 1732                                     | 1735              | 74. Jean-François Védier                  |                                          | général des finances |
| 1735                                     | 1736              | 75. René Darquistade                      |                                          | seigneur de La Maillardière et de Saint-Fulgent écuyer lieutenant de la grande vénerie de France secrétaire du roi colonel de la milice bourgeoise |
| 1736                                     | 1737              | 76. Claude Petit                          |                                          | seigneur de La Bauche-Boislève (terre à Bouguenais) |
| 1738                                     | 1739              | 77. François Moricaud                     |                                          | seigneur de La Haye |
| 1740                                     | 1747              | (75.) René Darquistade                    |                                          | 75e maire de Nantes en 1735-1736, réélu |
| 1747                                     | 1747              | 78. François-Pierre Durocher              |                                          | |
| 1748                                     | 1754              | 79. Mathurin Bellabre                     |                                          | |
| 1754                                     | 1762              | 80. Jean-Baptiste Gellée                  |                                          | Sr de Prémion |
| 1762                                     | 1766              | 81. Léonard Joubert                       |                                          | seigneur du Collet avocat à Paris, commerçant à Nantes consul juge et commandant d'une compagnie de canonniers garde-côtes échevin de Nantes sous-maire de Nantes colonel de la milice bourgeoise (1762) |
| 1766                                     | 1770              | 82. François Libault                      |                                          | |
| 1770                                     | 1771              | 83. Philippe Vincent Roger                |                                          | |
| 1772                                     | 1776              | 84. Pierre de la Ville                    |                                          | seigneur de Chambardet, conseiller du roi doyen des conseillers au présidial de Nantes colonel de la milice bourgeoise |
| 1776                                     | 1782              | (80.) Jean-Baptiste Gellée                |                                          | Sr de Prémion 80e maire de Nantes en 1754-1762, réélu |
| 1782                                     | 1786              | 85. Jean-Jacques Berrouette               |                                          | |
| 1786                                     | 1786              | 86. Georges Guérin                        |                                          | Seigneur de Beaumont |
| 1787                                     | 1788              | 87. Pierre Richard                        |                                          | seigneur de La Pervenchère en Casson |
| 1789                                     | 1790              | 88. Christophe-Clair Danyel de Kervégan   |                                          | négociant et armateur administrateur-trésorier des hôpitaux de Nantes (1763-) échevin (1772-1782) président du conseil général de la Loire-Inférieure (1800-1804) |
| 1791                                     | 1792              | 89. Pierre Giraud du Plessis              | Thermidorien                             | conseiller du roi avocat du roi au présidial et procureur syndic de Nantes député de la Loire-Inférieure (1789-1791) et (1795) préfet du Morbihan (1800) |
| 1792                                     | 1793              | 90. René Gaston Baco de La Chapelle       | Girondin                                 | juriste procureur du roi au Présidial de Nantes avocat au Parlement de Bretagne député de la Loire-Inférieure (1789-1791) commissaire du gouvernement à l'Île-de-France (1794) commissaire du gouvernement à la Guadeloupe (1799) |
| 1793                                     | 1794              | 91. Jean-Louis Renard                     | Montagnard                               | peintre, décorateur lieutenant de la Garde nationale révoqué en novembre 1794, Jean-Louis Renard est remplacé par Gandon (aîné), non répertorié dans la liste officielle des maires |
| 1795                                     | 1795              | (89.) Pierre Giraud du Plessis            | Thermidorien                             | 89e maire de Nantes en 1791-1792, remplace Gandon (aîné) à partir du 12 janvier 1795 |
| 1795                                     | 1797              | 92. Gilbert Beaufranchet                  |                                          | haut fonctionnaire directeur des Poudres de Nantes (1790) |
| 1797                                     | 1797              | (88.) Christophe-Clair Danyel de Kervégan |                                          | 88e maire de Nantes en 1789-1790, réélu |
| 1797                                     | 1798              | 93. Julien-François Douillard             | Républicain                              | architecte administrateur de la Loire-Inférieure membre du Conseil des Cinq-Cents (1799) conseiller de préfecture (1800-1815) |
| 1798                                     | 1798              | 94. Louis-Marie Saget                     | Républicain                              | industriel (cotonnade, filature mécanique) sénateur (1800-1805) directeur des droits réunis (administration fiscale) (1804-1815) |
| 1800                                     | 1801              | 95. François Fellonneau                   |                                          | juriste, avocat du roi au présidial de Nantes échevin (1773) sous-maire (1774) mort en cours de mandat |
| 1801                                     | 1803              | 96. Claude-Sylvain Pâris                  | Bonapartiste                             | négociant président du Tribunal de commerce de Nantes démissionnaire |
| 1803                                     | 1804              | 97. Augustin de Loynes                    |                                          | seigneur de La Pommeraye militaire |
| 1805                                     | 1813              | 98. Jean-Baptiste Bertrand-Geslin         |                                          | militaire député de la Loire-Inférieure (1815) maire de La Flèche (1830-1835) démissionnaire |
| 1813                                     | 1815              | 99. François-Marie-Bonaventure du Fou     |                                          | négociant et armateur président de la Chambre de commerce de Nantes |
| 1815                                     | 1815              | (98.) Jean-Baptiste Bertrand-Geslin       |                                          | 98e maire de Nantes en 1805-1813, réélu, puis destitué à la Seconde Restauration |
| 1815                                     | 1815              | 100. Maurice Étiennez                     |                                          | commissaire délégué |
| 1815                                     | 1816              | (99.) François-Marie-Bonaventure du Fou   |                                          | 99e maire de Nantes en 1813-1815, réélu |
| 1816                                     | 1819              | 101. Louis Rousseau de Saint-Aignan       |                                          | militaire député (1819-1824) et (1827-1830) préfet des Côtes-du-Nord (1819-1821) préfet de Loire-Inférieure (1830-) |
| 1819                                     | 1830              | 102. Louis-Hyacinthe Levesque             |                                          | industriel, négociant et armateur président de la Chambre de commerce député en 1815 et en 1830 |
| 1830                                     | 1830              | (100.) Maurice Étiennez                   |                                          | secrétaire de mairie commissaire délégué 100e maire de Nantes en 1815, réélu |
| 1830                                     | 1831              | 103. Philippe-René Soubzmain              | Orléaniste                               | négociant président de la Chambre de commerce de Nantes |
| 1832                                     | 1848              | 104. Ferdinand Favre                      | Orléaniste                               | industriel député de la Loire-Inférieure (1848-1857) sénateur du Second Empire (1857-1867) |
| 1848                                     | 1852              | 105. Évariste Colombel                    | Républicain modéré                       | avocat, bâtonnier de Nantes député de la Loire-Inférieure (1846-1848) |
| 1852                                     | 1866              | (104.) Ferdinand Favre                    | Orléaniste rallié                        | 104e maire de Nantes en 1832-1848, réélu |
| 1866                                     | 1870              | 106. Antoine Dufour                       | Libéral                                  | négociant vice-président de la Chambre de commerce du Havre (1852) juge au Tribunal de commerce de Nantes |
| 1870                                     | 1871              | 107. René Waldeck-Rousseau                | Républicain modéré                       | avocat député de Loire-Inférieure (1848-1849) |
| 1871                                     | 1872              | 108. Arsène Leloup                        | Républicain modéré                       | pharmacien, enseignant conseiller général (1871-1872) |
| 1872                                     | juin 1873         | (107.) René Waldeck-Rousseau              | Républicain modéré                       | 107e maire de Nantes en 1870-1871, réélu se retire en juin 1873 ; Julien-Charles Lechat (futur 110e maire de Nantes en 1874-1881), premier adjoint, fait fonction de maire jusqu'en mars 1874, mais n'est pas inscrit sur la liste pour cette période |
| mars 1874                                | décembre 1874     | 109. René de Cornulier-Lucinière          | Légitimiste                              | officier de marine |
| décembre 1874                            | juillet 1881      | 110. Julien-Charles Lechat                | Républicain modéré                       | professeur de lettres |
| juillet 1881                             | 1881              | 111. Mathurin Brissonneau                 |                                          | industriel en mécanique générale maire intérimaire |
| novembre 1881                            | 1885              | 112. Georges-Évariste Colombel            | Républicain                              | avocat nommé maire en novembre 1881, devient le premier maire de Nantes élu par le conseil municipal le 25 avril 1882 |
| 1885                                     | 1888              | 113. Édouard Normand                      |                                          | industriel d'impression sur métaux |
| 1888                                     | 1892              | 114. Ernest Guibourd de Luzinais          | Monarchiste                              | juriste président du tribunal civil de Nantes sénateur de la Loire-Inférieure (1886-1899) |
| 1892                                     | 1896              | 115. Alfred Riom                          | Républicain                              | industriel d'impression sur métaux président du Tribunal de commerce (1887-1888) |
| 1896                                     | 1899              | 116. Hippolyte-Étienne Étiennez           | Républicain                              | avoué |
| 1899                                     | 1908              | 117. Paul-Émile Sarradin                  |                                          | industriel dans les cosmétiques directeur de la Caisse d'épargne (1876-) |
| 1908                                     | 1908              | 118. Joseph Canal                         |                                          | haut fonctionnaire président de la délégation spéciale |
| 1908                                     | 1910              | 119. Gabriel Guist'hau                    | ARD                                      | avocat député de Loire-Inférieure (1910-1924) sous-secrétaire d'État à la Marine (1910-1911) ministre de l'Instruction Publique et des Beaux-Arts (1912-1913) ministre du Commerce et de l'Industrie (1913) ministre de la Marine (1921-1922) |
| 1910                                     | 1928              | 120. Paul Bellamy                         | Parti républicain-socialiste             | avocat greffier au Tribunal civil député de Loire-Inférieure (1924-1928) |
| 1928                                     | 1928              | 121. Gaston Veil                          | Parti radical                            | intellectuel, homme de presse président de la section nantaise de la Ligue des droits de l'homme |
| 1928                                     | 1929              | 122. Adolphe Moitié                       |                                          | négociant administrateur de l'Automobile Club de l'Ouest |
| 1929                                     | 1935              | 123. Léopold Cassegrain                   | Parti radical                            | industriel |
| 1935                                     | 1940              | 124. Auguste Pageot                       | SFIO                                     | député de Loire-Inférieure (1936-1940) |
| 1940                                     | 1941              | 125. Edmond Prieur                        | SFIO                                     | officier de santé publique premier adjoint nommé maire par le préfet, après la démission d'Auguste Pageot, exigée par l'occupant allemand |
| 1941                                     | 1942              | 126. Gaëtan Rondeau                       | Divers droite                            | avocat nommé par le régime de Vichy, peu avant la dissolution du conseil municipal de 1935 |
| 1942                                     | 1944              | 127. Henry Orrion                         | Divers droite                            | droguiste président de la délégation spéciale, nommé par le régime de Vichy |
| 1944                                     | 1945              | 128. Clovis Constant                      | SFIO                                     | employé aux PTT nommé par le commissaire de la République d'Angers, député de Loire-Inférieure |
| 1945                                     | 1947              | 129. Jean Philippot                       | Parti communiste                         | professeur d'histoire proche du PCF, il n'en est pas membre durant cette période |
| 1947                                     | 1965              | (127.) Henry Orrion                       | CNI                                      | droguiste 127e maire de Nantes en 1942-1944, réélu député de Loire-Atlantique |
| 1965                                     | 1977              | 130. André Morice                         | Centre républicain (radical indépendant) | entrepreneur de travaux publics sénateur de Loire-Atlantique |
| 1977                                     | 1983              | 131. Alain Chénard                        | PS                                       | député de Loire-Atlantique |
| 1983                                     | 1989              | 132. Michel Chauty                        | RPR                                      | représentant de commerce sénateur de Loire-Atlantique |
| 1989                                     | 2012              | 133. Jean-Marc Ayrault                    | PS                                       | professeur d'allemand député de la 3e circonscription de la Loire-Atlantique (depuis 1986) président du groupe Socialiste à l'Assemblée nationale française (1997-2007) président de Nantes Métropole (2001-2012) président du groupe Socialiste, radical, citoyen et divers gauche à l'Assemblée nationale française (2007-2012) Premier ministre (2012-2014)                                                        |
| 2012                                     | 2014              | 134. Patrick Rimbert                      | PS                                       | professeur d'économie par intérim du 21 au 29 juin 2012, date de son élection par le conseil municipal |
| 2014                                     | En cours          | 135. Johanna Rolland                      | PS                                       | cadre territorial conseillère générale du canton de Nantes-11 (2011-2014) |
| Les données manquantes sont à compléter. |                   |                                           |                                          | |

## Sources
- Mairie de Nantes (numérotation par personne) : L'histoire des maires de Nantes
- Archives municipales de Nantes (numérotation par personne) :Les maires de nantes de 1564 à 2007
- Autre liste de même origine (numérotation par mandat) : les maires de 1565 à 2008

Remarque : les deux premières de ces trois listes donnent, pour 1874 : "Alphonse Jean" au lieu de "René de Cornulier" ; il s'agit d'une erreur fondé sur l'état civil de l'intéressé, qui est donné en entier dans la troisième : "Alphonse Jean Claude René Théodore de Cornulier-Lucinière".
- Alexandre Perthuis et Stéphane de La Nicollière-Teijeiro, Le Livre doré de l’hôtel-de-ville de Nantes, Imprimerie Grinsard, Nantes, 1873, en plusieurs volumes :
  - Tome 1 : Avant la Révolution
  - Tome 2 : De la Révolution à René Waldeck-Rousseau (1873)
  - Supplément 1, Imprimerie Salières, 1890 : De René de Cornulier à Édouard Normand
  - René Blanchard, supplément 2, Imprimerie Salières, 1901 : D’Alfred Riom à Paul Émile Sarradin
  - Fernand Soil, supplément 3, Imprimerie du Commerce, 1958 : De Paul Émile Sarradin à Henry Orrion

Cet ouvrage (disponible aux Archives départementales) transcrit les séances d'installation de chaque nouvelle municipalité et donne quelques indications biographiques sur les maires.

## Compléments